# Kepler-39
Kepler-39 (KOI-423, KIC-9478990, 2MASS-J19475046+4602034) — звезда, жёлто-белый карлик, спектрального класса F7 главной последовательности, с температурой поверхности 6260 °К и радиусом и массой, около 1,4 и 1,1 раз, соответственно больше солнечного. Находится в созвездии Лебедя.
Вокруг звезды обращается, как минимум, одна экзопланета — Kepler-39 b.

## Планетная система
В 2011 году космическим телескопом Кеплер и французской обсерваторией SOPHIE у звезды KOI-423 при помощи метода транзитной фотометрии была обнаружена экзопланета - газовый гигант Kepler-39 b. Экзопланета относится к классу горячих юпитеров или коричневых карликов.
| b | < 18 | 1,22 | 21,0872 | 0,155 | 0,121 |

## Каталоги
- 2MASS=19475046+4602034 (англ.). VizieR Catalogue Service.
- KOI-423 (англ.). SIMBAD.
- Kepler-39 b (англ.). Ames Research Center. Архивировано из оригинала 14 сентября 2015 года.
- Kepler-39 b (англ.). NASA Exoplanet Archive.
- KOI-423 (англ.) (недоступная ссылка — история). Open Exoplanet Catalogue.
- Planet Kepler-39 b (англ.). Exoplanet.eu.